# خلنج أرجواني
خلنج أرجواني (الاسم العلمي: Erica purpurea) هو نوع من النباتات يتبع جنس الخلنج من الفصيلة الخلنجية.